# Théodore Aubanel
Pour les articles homonymes, voir Aubanel.
Théodore Aubanel (né Joseph Marie Jean Baptiste Théodore Aubanel, Teoudor Aubanèu en provençal), né le 26 mars 1829 à Avignon, ville où il meurt le 2 novembre 1886, est un imprimeur et poète d'expression provençale.

## Biographie
Théodore Aubanel naît dans une famille d'imprimeurs exerçant déjà à Avignon pour le compte du Pape et de l'archevêque d'Avignon au XVIIIe siècle, alors que la ville appartient encore aux états pontificaux, depuis la vente de la Reine Jeanne. Ses parents sont Laurent-Joseph Aubanel (1784-1854) et Marie-Suzanne Seyssau (1787-1857) de Monteux. Théodore Aubanel a une sœur, Marie-Thérèse (1814-1883) et deux frères : le peintre Joseph (1816-1879) et Charles (1827-1880) qui a repris avec lui la gestion de l'imprimerie de leur père. Charles sera le grand-père du manadier Henri Aubanel. Ce dernier avait épousé Riquette de Baroncelli-Javon, fille du marquis Folco de Baroncelli, créateur de la "Santenco" aux Saintes-Maries de la Mer et propriétaire du Palais du Roure à Avignon.
Il fait ses études dans une école catholique d'Aix-en-Provence avant de revenir travailler dans l'imprimerie familiale. Très catholique, il suit les réunions de la « Société de la Foi » où il fait la connaissance du poète et libraire Joseph Roumanille qui sera comme lui un "félibre", ami de Frédéric Mistral. Celui-ci lui présente Frédéric Mistral de Maillane et Anselme Mathieu de Châteauneuf du Pape. Tous se retrouvent au château de Font-Ségugne, sur la commune de Châteauneuf de Gadagne, pour créer vers et chansons en langue provençale en cours de codification. Ce faisant, ils participent à la renaissance provençale qui conduira à des idées fédéralistes.
C'est là qu'Aubanel rencontre en 1850 Jenny Manivet, dite « Zani ». Amoureux tous les deux, les jeunes gens n'arrivent pas à s'avouer leur flamme, la jeune fille entre dans l'ordre des Filles de la Charité, Sœur Clémentine en religion et part pour Paris (hôpital Necker), puis Galatz en Roumanie. En 1854, les sept amis de Font-Ségugne fondent, le jour de la Sainte Estelle, le Félibrige dont Aubanel sera le poète le plus profond et le plus désespéré. En 1860, il publie La Miougrano entredubèrto (La Grenade entrouverte) qui reçoit un accueil enthousiaste du monde littéraire et où il chante son amour pour Zani. Mais l'ouvrage est mis à l'index par les catholiques traditionalistes avignonnais dont il a été proche, mettant en danger l'imprimerie familiale liée à l'archevêché d'Avignon. Il se marie en avril 1861 avec Joséphine Mazen de Vaison-la-Romaine, sœur de l'épouse de son frère Charles, Marie. Théodore retrouve un certain bonheur de vivre, mais ne publie plus toutes ses œuvres et se contente de faire imprimer les plus importantes. Son fils unique, Jean de la Croix Aubanel (1865-1942) éditera ses œuvres posthumes. Théodore avait entretenu une relation suivie avec Stéphane Mallarmé quand celui-ci était professeur d'anglais au lycée de Tournon-sur-Rhône et a correspondu avec lui. Il est également proche de Villiers de l'Isle-Adam.
Il devient syndic de la maintenance de Provence à sa création en 1878.
Des malentendus avec Joseph Roumanille en 1878, au moment où le Félibrige est accusé de séparatisme politique (ou de fédéralisme) par certains journaux, l'éloignent du mouvement à partir de 1880. C'est la sortie confidentielle en 1885 d'un autre recueil, ouvertement sensuel, Li fiho d'Avignoun (Les Filles d'Avignon) qui précipite sa fin : il est violemment attaqué par le milieu dévot et blâmé par l'archevêque d'Avignon. Il se retire alors à Villeneuve, sur la rive droite du Rhône, où il achète dans la garrigue le mas de Carles (appelé à l'époque : « La Carlisle »).
Il meurt le 2 novembre, des suites d'une crise d'apoplexie survenue le 31 octobre 1886. Il est inhumé au cimetière Saint-Véran d'Avignon.
Il était chevalier de la Légion d'honneur.

## Œuvres
Avec Roumanille et Mistral, Aubanel est l'un des trois piliers du Félibrige (il en sera majoral à partir de 1876). Aux deux recueils de poésies publiés de son vivant, La Grenade entrouverte et Les Filles d'Avignon, il faut ajouter un drame en vers, Lou pan dòu pecat (Le pain du péché), joué en 1878, ainsi que des ouvrages posthumes comme le recueil de poésies Lou Rèire-Soulèu (Le soleil d'outre-tombe) publié en 1899, et deux drames : Lou raubatòri (Le Rapt) publié en 1928 et Lou pastre (Le Pâtre) publié en 1946 par l'Intercontinentale d'édition avec 16 lithographies originales d'André Jordan.
Il écrit une partie de son œuvre dans son studio du Mas du "Grand Rougier", sur la commune de Monteux (aujourd'hui, le Pontet, quartier des Daulands, chemin de Panissé). Le "Grand Rougier", hérité de la famille Seyssaud, a été racheté par le docteur Bonnet d'Avignon, allié à la famille Aubanel, pendant l'entre-deux-guerres, avant d'être transmis à ses héritiers, la famille Valin-Bonnet-Cassin. Le studio porte la mention de sa devise :"Qui chante son mal l'enchante".
Ses œuvres complètes sont éditées par la maison Aubanel à Avignon de 1960 à 1963. Textes et commentaires sont établis en 8 volumes par Claude Liprandi (1910-2002) avec index.

Théodore Aubanel
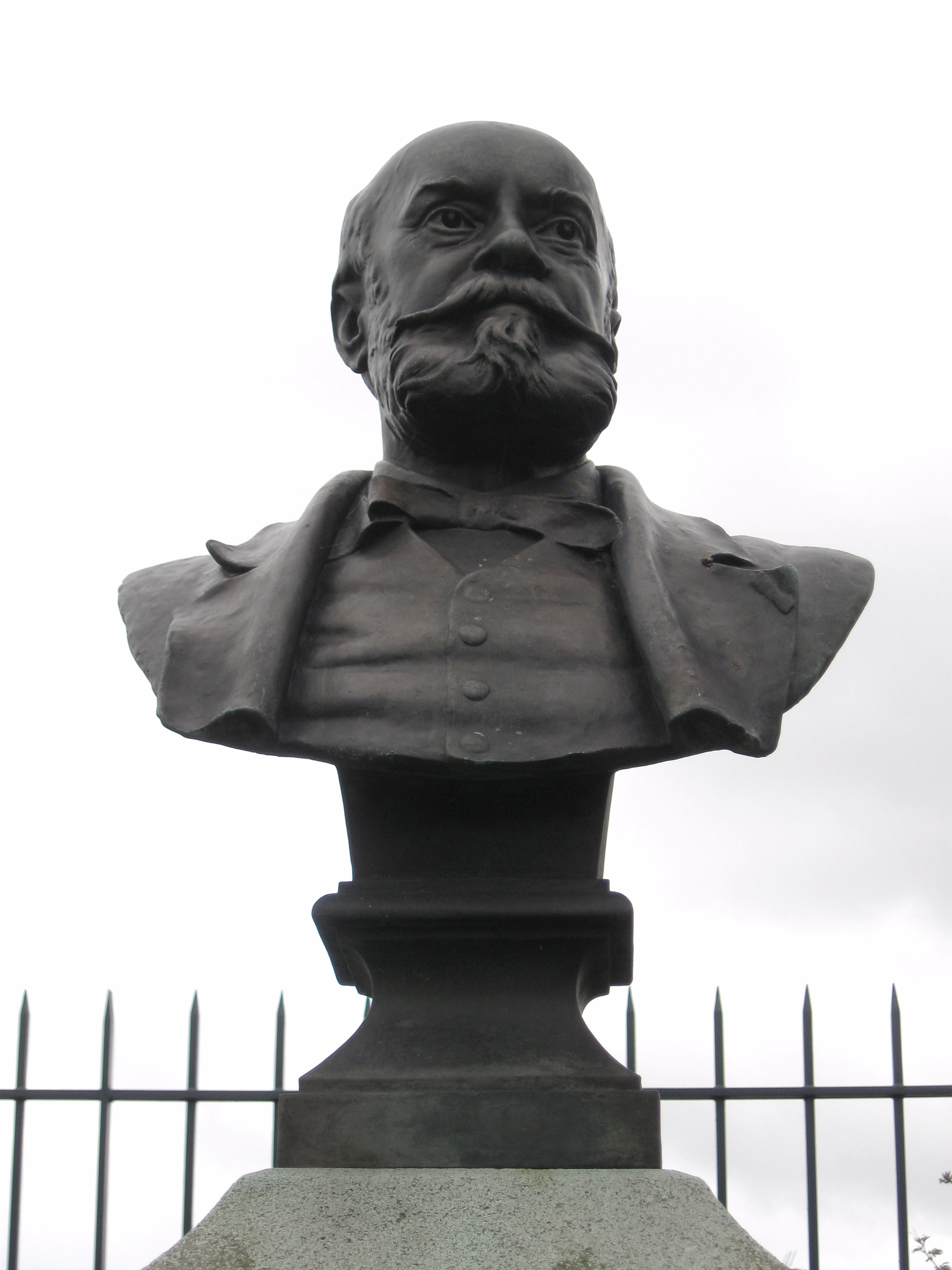
Son buste dans le Jardin des Félibres à Sceaux (Hauts-de-Seine).
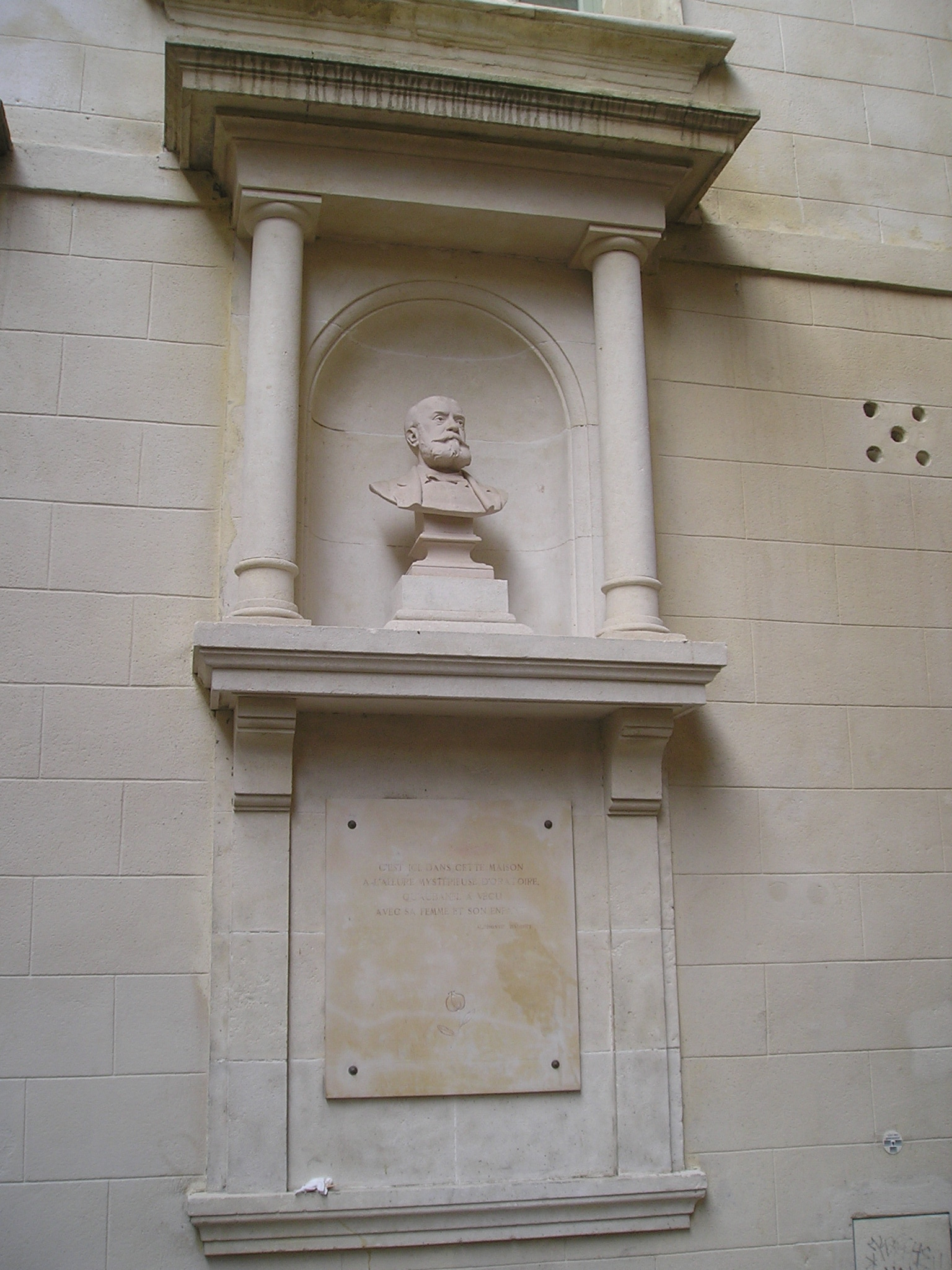
Maison Aubanel
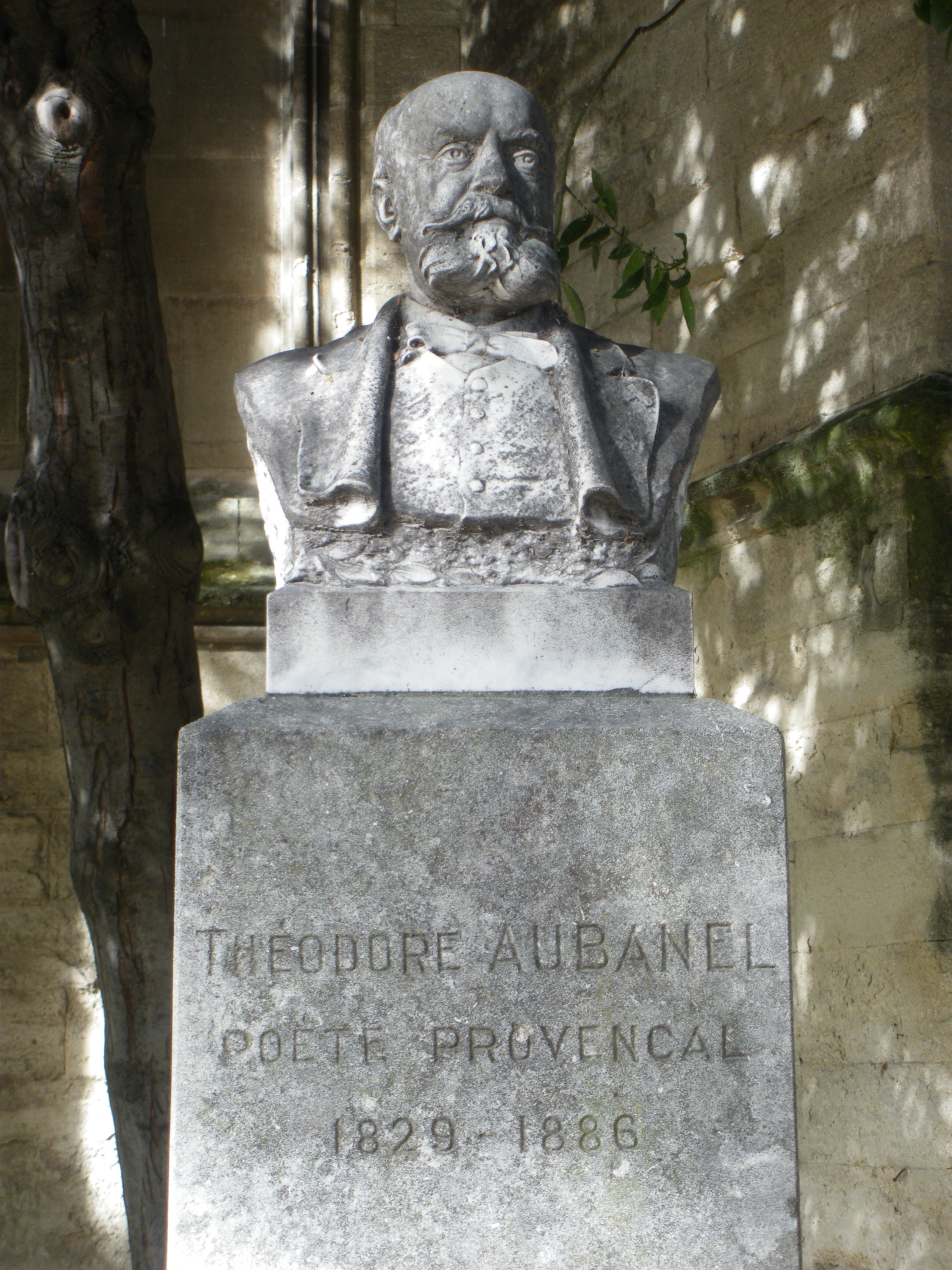
Square Agricol Perdiguier à Avignon
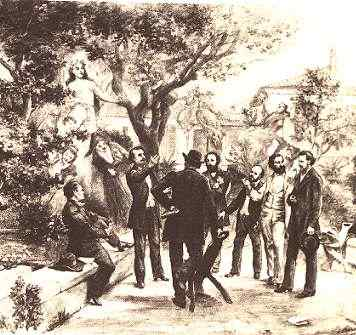
La Fondation du Félibrige provençal en 1854, Dessin par Edouard Marsal, 1885
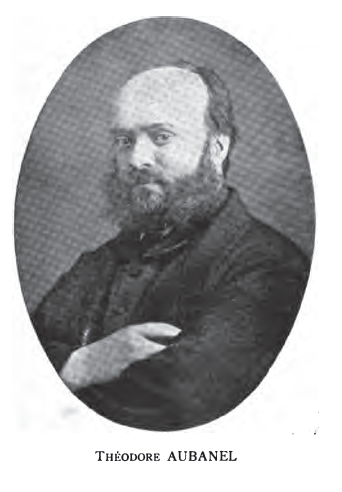

- (oc) Théodore Aubanel (préf. Frédéric Mistral), La Miougrano entredubèrto : La Grenade entrouverte, Avignon, Roumanille, 1860, 324 p. (OCLC 32113801, BNF 31737993, lire en ligne) téléchargable au format pdf sur Trésor de la langue d'Oc
- (oc + fr) Théodore Aubanel (préf. Ludovi Legré), Li Fiho d'Avignoun : Les Filles d'Avignon, Paris, A. Savine, 1891, 369 p. (OCLC 32113737, BNF 30034329, lire en ligne) téléchargable au format pdf sur Trésor de la langue d'Oc
- (oc) Théodore Aubanel (préf. Alphonse Daudet), Lou Pan dóu pecat : dramo en cinq ate, en vers, representa pèr la premiero fes sus lou teatre de Mount-Pelié, lou 28 de mai 1878, Montpellier, empr. centralo dóu Miéjour, 1882, 99 p. (OCLC 1070785203, BNF 30034337, lire en ligne)
- Théodore Aubanel (trad. Paul Arène), Le pain du péché : drame provençal, 1888, 99 p. (BNF 418899497, lire en ligne)
- (oc + fr) Théodore Aubanel, L'Unenco : La Seule. À Madame E. Parrocel., Montpellier, Impr. centrale du Midi, 3 p. (BNF FRNF317380057)
- (oc) Théodore Aubanel, Li Travaiadou, Avignon, impr. de L. Aubanei, 1852, 3 p. (BNF 30034343)
- (oc) Théodore Aubanel, Li Fianço de Mario emé Ludovi, Avignon, impr. de L. Aubanei, 1862 (BNF 3003432)
- (oc + fr) Théodore Aubanel, Li Fabre : Les forgerons, Montpellier, Société pour l'étude des langues romanes, 1876, 4 p. (BNF 4585650, lire en ligne)
- (oc + fr) Théodore Aubanel et G.-F. Imbert (musique), Cantadisso a Petrarco pèr li fèsto prouvençalo dóu centenàri cinquen, Avignon, mpr. de Aubanel frère, 1874, 4 p. (BNF 30034322, lire en ligne)
- (oc) Théodore Aubanel, L'Oulivié : Remembranço de la felibrejado dou 22 de juliet de 1877, Avignon, impr. de L. Aubanei, 1877 (BNF 30034336)
- (oc) Théodore Aubanel, Brinde a la pouesio, Avignon, impr. de L. Aubanei, 1878, 9 p. (BNF 30034318, lire en ligne)
- (oc) Théodore Aubanel, Brinde de Teodor Aubanel, sendi de Prouvènço, a la taulejado parisenco de la Cigalo, Avignon, impr. de L. Aubanei, 1878, 17 p. (BNF 30034320, lire en ligne)
- (oc) Théodore Aubanel, Discours de Teodor Aubanel : sendi de Prouvènco, prounouncia dins l'assemblado generalo de la Mantenènço, tengudo en Arles, lou 29 de désèmbre de 1878, Avignon, impr. de L. Aubanei, 1878, 21 p. (BNF 30034326, lire en ligne)
- (oc) Théodore Aubanel, Lou Libre de l'amour, Avignon, impr. de L. Aubanei, 1878 (BNF 30034330, lire en ligne)
- (oc) Théodore Aubanel, Li noço de Clemenço Anrès e Bermound Mazen, au Barrous, lou 25 de nouvèmbre 1878, Avignon, impr. de L. Aubanei, 1878, 7 p. (BNF 30034334, lire en ligne)
- (oc) Théodore Aubanel, Lou Papo es mort, vivo lou Papo, Avignon, impr. de L. Aubanel, 1878 (BNF 30034339, lire en ligne)
- (oc) Théodore Aubanel, Luno pleno : Pleine lune, Montpellier, Impr. centrale du Midi, 1878 (BNF 300343319)
- (oc) Théodore Aubanel, La perlo, 1879 (BNF 30034340, lire en ligne)
- (oc) Théodore Aubanel, Nouvelun : Renouveau, Montpellier, Impr. centrale du Midi, 1882 (BNF 30034335)
- (oc) Théodore Aubanel, Lou Ventour : Le Ventoux, Avignon, impr. de Aubanel frères, 1882 (BNF 30034345)
- (oc) Théodore Aubanel, Lou Castelas : Le Ventoux, Montpellier, Impr. centrale du Midi, 1884 (BNF 30034323)
- (oc) Théodore Aubanel, Le Soleil d'outre-tombe : recueil de poésies inédites, réunies et publiées par Ludovic Legré [« Lou Rèire-Soulèu »], Marseille, Aubertin et Rolle, 1899 (BNF 30034342) téléchargable au format pdf sur Trésor de la langue d'Oc
- Le Pâtre (Lou Pastre) (téléchargable au format pdf sur Trésor de la langue d'Oc)

### Recueils posthumes
- Feuilles perdues (éd. Claude Liprandi), Aubanel, 1983  (ISBN 2-7006-0100-9)
- Proses (éd. Claude Liprandi), Aubanel, 1984  (ISBN 2-7006-0102-5) (lire en ligne)
- Brindes et discours (éd. Claude Liprandi), Aubanel, 1985  (ISBN 2-7006-0111-4) (lire en ligne)

### Correspondance active
- Lettres à Mignon [Sophie de Lentz] (éd. « Serge Bourreline »), Aubanel, 1899 (BNF 30034341).
- Ce cœur qui ne change pas : lettres à Marie Jenna (éd. Claude Liprandi), Aubanel, 1987  (ISBN 2-7006-0120-3).

## Odonymie
(Liste non exhaustive)

#### SurLe Pain du péché
- (oc) Rose Blin-Mioch, « Lo pan dóu pecat de Teodor Aubanel dins la batèsta sul maridatge al sègle XIX », dans Carmen Alén Garabato, Claire Torreilles et Marie-Jeanne Verny (dir.), Los que fan viure e treslusir l'occitan, Limoges, Lambert-Lucas, 2014 (ISBN 978-2-35935-086-9), p. 804-813.
- (oc) Jean-Claude Forêt, « Qualques remarcas dramaturgicas sus Lou Pan dóu pecat : lo teatre d'Aubanèl dins la dramaturgia francesa e europèa del sègle XIX », Plumas, no 5,‎ 2024 (lire en ligne).